# Operation Ladbroke
Operation Ladbroke var under andra världskriget en del av Operation Husky, den allierade invasionen av den italienska ön Sicilien. Uppdragets mål var att med hjälp av brittiska glidflygplan transportera 1600 soldater till utkanten av Syrakusa på östkusten och inta staden. Det hela ägde rum på natten av den 9 juli 1943 och var det mest framgångsrika luftangreppet under invasionen då alla andra försök med glidflygplan skulle komma att sluta i katastrof.